# Facundo Bagnis
Facundo Bagnis (* 27. února 1990 Rosario, Santa Fe) je argentinský profesionální tenista hrající levou rukou. Ve své dosavadní kariéře na okruhu ATP Tour vyhrál jeden deblový turnaj. Na challengerech ATP a okruhu ITF získal dvacet dva titulů ve dvouhře a dvacet jedna ve čtyřhře.
Na žebříčku ATP byl ve dvouhře nejvýše klasifikován v listopadu 2014 na 55. místě a ve čtyřhře v září 2013 na 78. místě. Trénuje ho Antonio Pastorino. Dříve tuto roli plnil Walter Grinovero.
V argentinském daviscupovém týmu debutoval v roce 2023 kvalifikačním kolem proti Finsku, v němž podlehl Emilu Ruusuvuorimu. Finové zvítězili 3–1 na zápasy. Do září 2024 v soutěži nastoupil k jedinému mezistátnímu utkání s bilancí 0–1 ve dvouhře a 0–0 ve čtyřhře.
Argentinu reprezentoval na odložených Letních olympijských hrách 2020 v Tokiu, kde na úvod mužské dvouhry vypadl s Němcem Dominikem Koepferem. Do mužské čtyřhry nastoupil s Diegem Schwartzmanem. Soutěž opustili rovněž v prvním kole po hladké porážce od německého páru Kevin Krawietz a Tim Pütz.
Na Panamerických hrách 2015 v Torontu vybojoval zlatou medaili ve dvouhře a stříbrnou v mužské čtyřhře. Stříbro si také odvezl z deblové soutěže Panamerických her 2019 v Limě. Na Jihoamerickýh hrách 2006 v Buenos Aires vyhrál čtyřhru a na stejných hrách 2014 v Santiagu triumfoval v singlu i deblu.

## Tenisová kariéra
Na okruhu ATP Tour debutoval únorovým Movistar Open 2011 v chilském Santiagu, když postoupil z kvalifikace. Na úvod dvouhry jej zdolal osmý nasazený Kolumbijec Santiago Giraldo, přestože získal první sadu. Premiérový zápas v této úrovni tenisu vyhrál na Copa Claro 2012 v Buenos Aires, na němž přehrál krajana Leonarda Mayera. Ve druhém kole však podlehl nejvýše nasazené světové pětce Davidu Ferrerovi ze Španělska.
Do premiérového finále na túře ATP postoupil ve stuttgartské čtyřhře MercedesCupu 2013. Po boku Brazilce Thomaze Bellucciho v něm zdolali Poláky Tomasze Bednarka s Mateuszem Kowalczykem. O vítězích rozhodl až závěrečný supertiebreak nejtěsnějším poměrem míčů 11:9. Polští soupeři přitom nevyužili za stavu 9:8 mečbol.

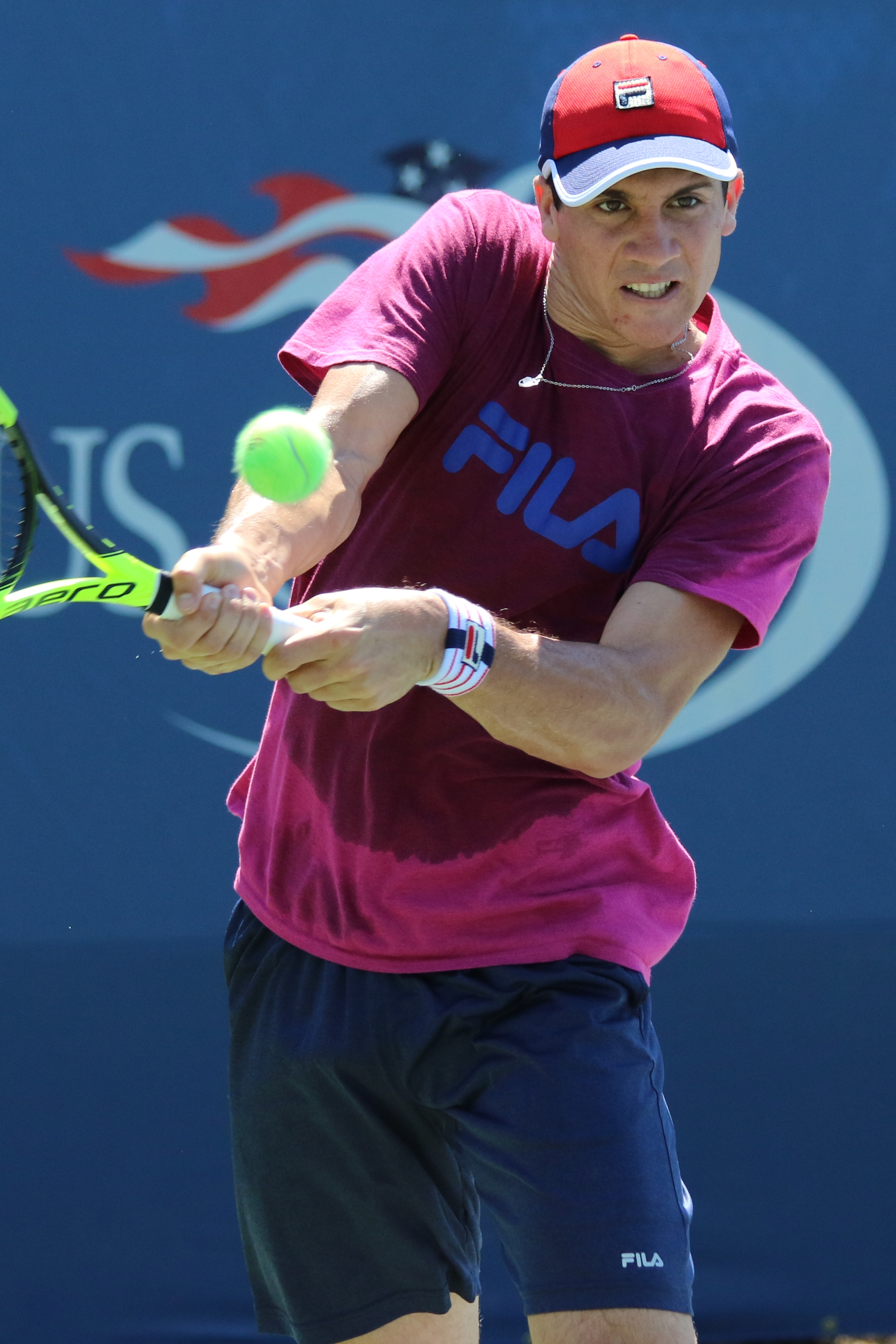
Bekhend na US Open 2016

Po šňůře devíti nezvládnutých kvalifikací na grandslamu, debutoval v hlavní soutěži této kategorie na French Open 2014. V závěrečném kvalifikačním kole zůstal na jeho raketě Nizozemec Jesse Huta Galung. V úvodním kole pařížské dvouhry pak svedl pětisetovou bitvu s Francouzem Julienem Benneteauem, z níž vyšel vítězně až po zisku závěrečné sady v poměru 18–16. Poté mu stopku vystavil pozdější lotyšský semifinalista Ernests Gulbis. S krajanem Federicem Delbonisem se probojoval do semifinále čtyřhry na antukových Brasil Open 2014 a Crédit Agricole Suisse Open Gstaad 2014. Premiérové čtvrtfinále dvouhry si zahrál na antukovém Grand Prix Hassan II 2016 po výhře nad portugalskou turnajovou dvojkou Joãem Sousou. Mezi poslední čtveřicí však nestačil na Španěla Albetra Montañése. Do čtvrtfinálové fáze se opět podíval na červencovém Swedish Open 2016 v Båstadu, kde jej zastavil další španělský hráč Fernando Verdasco.
Do hlavní soutěže série Masters premiérově zasáhl na BNP Paribas Open 2017 v Indian Wells. Po vítězství nad Benneteauem skončil na raketě Němce Alexandra Zvereva. Do prvního kariérního semifinále postoupil až z kvalifikace na únorovém Córdoba Open 2021. V den třicátých prvních narozenin jej vyřadila španělská turnajová pětka Albert Ramos-Viñolas. O týden později vylepšil své maximum účastí ve finále Chile Open 2021, konaném v Santiagu. Z boje o titul však odešel poražen od nejvýše nasazeného Chilana Cristiana Garína po vyrovnaném třísetovém průběhu. Bodový zisk mu po čtyřech letech umožnil návrat do elitní světové stovky. Ve třetím kole grandslamu debutoval na US Open 2021, v němž nestačil na nizozemského kvalifikanta Botice van de Zandschulpa.

## Finále na okruhu ATP Tour
| Legenda                     |
| --------------------------- |
| D – dvouhra; Č – čtyřhra    |
| Grand Slam (0)              |
| Turnaj mistrů (0)           |
| ATP Tour Masters 1000 (0)   |
| ATP Tour 500 (0)            |
| ATP Tour 250 (0–2 D; 1–0 Č) |

### Dvouhra: 1 (0–2)
| Stav      | č. | datum           | turnaj             | povrch | soupeř ve finále | výsledek           |
| --------- | -- | --------------- | ------------------ | ------ | ---------------- | ------------------ |
| Finalista | 1. | 14. března 2021 | Santiago, Chile    | antuka | Cristian Garín   | 4–6, 7–6(7–3), 5–7 |
| Finalista | 2. | 11. února 2024  | Córdoba, Argentina | antuka | Luciano Darderi  | 1–6, 4–6           |

### Čtyřhra: 1 (1–0)
| Stav  | č. | datum             | turnaj             | povrch | spoluhráč       | soupeři ve finále                 | výsledek         |
| ----- | -- | ----------------- | ------------------ | ------ | --------------- | --------------------------------- | ---------------- |
| Vítěz | 1. | 14. července 2013 | Stuttgart, Německo | antuka | Thomaz Bellucci | Tomasz Bednarek Mateusz Kowalczyk | 2–6, 6–4, [11–9] |

## Tituly na challengerech ATP a okruhu ITF
| Legenda                  |
| ------------------------ |
| Challengery (16 D; 13 Č) |
| ITF (5 D; 8 Č)           |

### Dvouhra (22 titulů)
| Č.  | datum         | turnaj                   | povrch | soupeř ve finále         | výsledek           |
| --- | ------------- | ------------------------ | ------ | ------------------------ | ------------------ |
| 1.  | září 2008     | La Paz, Bolívie          | antuka | Guillermo Carry          | 7–5, 7–6(7–3)      |
| 2.  | srpen 2009    | Quito, Ekvádor           | antuka | Mauricio Echazú          | 7–5, 6–2           |
| 3.  | září 2009     | La Paz, Bolívie          | antuka | Adam El Mihdawy          | 6–3, 6–2           |
| 4.  | listopad 2009 | Resistencia, Argentina   | antuka | Juan-Pablo Villar        | 6–2, 2–0skreč      |
| 5.  | prosinec 2010 | Araçatuba, Brazílie      | antuka | Eládio Ribeiro Neto      | 6–2, 6–3           |
| 1.  | duben 2011    | Barranquilla, Kolumbie   | antuka | Diego Junqueira          | 1–6, 7–6(7–4), 6–0 |
| 2.  | červenec 2012 | Arad, Rumunsko           | antuka | Victor Hănescu           | 6–4, 6–4           |
| 3.  | březen 2013   | Santiago, Chile          | antuka | Thiemo de Bakker         | 7–6(7–2), 7–6(7–3) |
| 4.  | září 2013     | Cali, Kolumbie           | antuka | Facundo Argüello         | 2–6, 6–4, 6–3      |
| 5.  | březen 2015   | Santiago, Chile          | antuka | Guilherme Clezar         | 6–2, 5–7, 6–2      |
| 6.  | leden 2016    | Buenos Aires, Argentina  | antuka | Arthur De Greef          | 6–3, 6–2           |
| 7.  | leden 2016    | Rio de Janeiro, Brazílie | antuka | Guilherme Clezar         | 6–4, 4–6, 6–2      |
| 8.  | březen 2016   | Santiago, Chile          | antuka | Rogério Dutra da Silva   | 6–7(3–7), 6–4, 6–3 |
| 9.  | říjen 2016    | Medellín, Kolumbie       | antuka | Caio Zampieri            | 6–7(3–7), 7–5, 6–2 |
| 10. | říjen 2016    | Campinas, Brazílie       | antuka | Carlos Berlocq           | 5–7, 6–2, 3–0skreč |
| 11. | listopad 2016 | Bogotá, Kolumbie         | antuka | Horacio Zeballos         | 3–6, 6–3, 7–6(7–4) |
| 12. | červen 2018   | L'Aquila, Itálie         | antuka | Paolo Lorenzi            | 2–6, 6–3, 6–4      |
| 13. | říjen 2020    | Biella, Itálie           | antuka | Blaž Kavčič              | 6–7(4–7), 6–4skreč |
| 14. | červenec 2021 | Salcburk, Rakousko       | antuka | Federico Coria           | 6–4, 3–6, 6–2      |
| 15. | březen 2022   | Pereira, Kolumbie        | antuka | Facundo Mena             | 6–3, 6-0           |
| 16. | říjen 2022    | Ambato, Ekvádor          | antuka | João Lucas Reis da Silva | 7–6(9–7), 6–4      |
| 17. | leden 2024    | Buenos Aires, Argentina  | antuka | Mariano Navone           | 7–5, 1–6, 7–5      |

### Čtyřhra (21 titulů)
| Č.  | datum         | turnaj                  | povrch | spoluhráč         | soupeři ve finále                            | výsledek              |
| --- | ------------- | ----------------------- | ------ | ----------------- | -------------------------------------------- | --------------------- |
| 1.  | srpen 2007    | Arequipa, Peru          | antuka | Sergio Galdós     | Francisco Franco Matías Silva                | 6–4, 7–6(9–7)         |
| 2.  | září 2007     | Cochabamba, Bolívie     | antuka | Agustín Picco     | Mauricio Doria-Medina Mauricio Estivariz     | 6–3, 6–3              |
| 3.  | květen 2008   | Reconquista, Argentina  | antuka | Agustín Picco     | Marcos Conocente Juan-Manuel Romanazzi       | 6–3, 3–6, [10–7]      |
| 4.  | červenec 2008 | Lambaré, Paraguay       | antuka | Martín Alund      | Rodrigo Pérez Sebastián Uriarte              | 6–3, 6–1              |
| 5.  | prosinec 2008 | Salta, Argentina        | antuka | Leandro Migani    | Patricio Heras Roberto Eduardo Ramírez       | 7–5, 7–5              |
| 6.  | květen 2009   | Villa María, Argentina  | antuka | Diego Cristin     | Rodrigo Gómez Saigos Hector Damián Guichonet | 6–4, 6–2              |
| 7.  | září 2009     | Cochabamba, Bolívie     | antuka | Guillermo Carry   | Mauricio Doria-Medina Daniel Alejandro López | 6–4, 2–6, [10–5]      |
| 8.  | září 2009     | Tarija, Bolívie         | antuka | Guillermo Carry   | Mauricio Estivariz Federico Zeballos         | 6–2, 6–2              |
| 1.  | březen 2011   | Salinas, Ekvádor        | antuka | Federico Delbonis | Rogério Dutra da Silva João Souza            | 6–2, 6–1              |
| 2.  | říjen 2012    | Córdoba, Argentina      | antuka | Diego Junqueira   | Ariel Behar Guillermo Durán                  | 6–1, 6–2              |
| 3.  | listopad 2012 | Guayaquil, Ekvádor      | antuka | Martín Alund      | Leonardo Mayer Martín Ríos-Benítez           | 7–5, 7–6(7–5)         |
| 4.  | duben 2013    | Barranquilla, Kolumbie  | antuka | Federico Delbonis | Fabiano de Paula Stefano Ianni               | 6–3, 7–5              |
| 5.  | květen 2014   | Cali, Kolumbie          | antuka | Eduardo Schwank   | Nicolás Barrientos Eduardo Struvay           | 6–3, 6–3              |
| 6.  | září 2014     | Campinas, Brazílie      | antuka | Diego Schwartzman | André Ghem Fabrício Neis                     | 7–6(7–4), 5–7, [10–7] |
| 7.  | říjen 2014    | San Juan, Argentina     | antuka | Martín Alund      | Diego Schwartzman Horacio Zeballos           | 4–6, 6–3, [10–7]      |
| 8.  | duben 2015    | Sarasota, Spojené státy | antuka | Facundo Argüello  | Čong Hjon Divij Šaran                        | 3–6, 6–2, [13–11]     |
| 9.  | květen 2015   | Vicenza, Itálie         | antuka | Guido Pella       | Salvatore Caruso Federico Gaio               | 6–2, 6–4              |
| 10. | leden 2016    | Buenos Aires, Argentina | antuka | Máximo González   | Sergio Galdós Christian Lindell              | 6–1, 6–2              |
| 11. | březen 2018   | Punta del Este, Uruguay | antuka | Ariel Behar       | Simone Bolelli Alessandro Giannessi          | 6–2, 7–6(9–7)         |
| 12. | listopad 2019 | Montevideo, Uruguay     | antuka | Andrés Molteni    | Orlando Luz Rafael Matos                     | 6–4, 5–7, [12–10]     |
| 13. | červenec 2021 | Salcburk, Rakousko      | antuka | Sergio Galdós     | Robert Galloway Alex Lawson                  | 6–0, 6–3              |